# John Le Mesurier
John Le Mesurier (geboren John Charles Elton Le Mesurier De Somerys Halliley) (Bedford, 5 april 1912 – Ramsgate, 15 november 1983) was een Engels acteur, die in Nederland bekend werd door zijn rol als Sergeant Arthur Wilson in de comedy-serie Dad's Army. In Nederland is deze serie ook wel bekend onder de naam 'Daar komen de schutters.'

## Filmografie (selectie)
- Private's Progress (1956)
- The Battle of the River Plate (1956)
- Brothers in Law (1957)
- Another Time, Another Place (1958)
- Follow a Star (1959)
- Too Many Crooks (1959)
- Carlton Brown of the FO (1959)
- The Hound of the Baskervilles (1959)
- I'm All Right Jack (1959)
- Ben-Hur (1959)
- School for Scoundrels (1960)
- The Day They Robbed the Bank of England (1960)
- Never Let Go (1960)
- Doctor in Love (1960)
- The Bulldog Breed (1960)
- The Pure Hell of St Trinian's (1960)
- The Rebel (1961)
- Very Important Person (1961)
- Waltz of the Toreadors (1962)
- The Punch and Judy Man (1963)
- The Wrong Arm of the Law (1963)
- The Mouse on the Moon (1963)
- The Pink Panther (1963)
- The Moon-Spinners (1964)
- War-Gods of the Deep, ook bekend als The City Under the Sea (1965)
- Where the Spies Are (1965)
- The Early Bird (1965)
- Our Man in Marrakesh (1966)
- The Wrong Box (1966)
- Eye of the Devil (1966)
- Salt and Pepper (1968)
- The Italian Job (1969)
- Doctor in Trouble (1970)
- Dad's Army (1971)
- The Alf Garnett Saga (1972)
- The Adventure of Sherlock Holmes' Smarter Brother (1975)
- Jabberwocky (1977)
- Who Is Killing the Great Chefs of Europe? (1978)
- Unidentified Flying Oddball, also titled The Spaceman and King Arthur (1979)
- The Fiendish Plot of Dr. Fu Manchu (1980)